# 博克斯贝格 (巴登-符腾堡州)
博克斯贝格（德語：Boxberg，發音：[ˈbɔksˌbɛʁk] ⓘ）是德国巴登-符腾堡州斯图加特行政区美因-陶伯县的城市，面积101.71平方千米，人口为人。